# En vivo (álbum de Ana Gabriel)
En Vivo es el primer álbum en vivo de la cantante mexicana Ana Gabriel y el primero grabado en vivo. Fue lanzado en 1990 y alcanzó el número 1 en los Latin Pop Albums de la revista Billboard. Ha vendido, al menos, 4.3 millones de copias en todo el mundo, lo cual la convierte en la primera cantante femenina en español en lograr esto.
Fue nominado para el Álbum Pop del Año en los Premios Lo Nuestro de 1992.
Ocupa el 7° lugar en la lista de los 100 discos que debes tener antes del fin del mundo, publicada en 2012 por Acosta Nesto y la compañía 
la discográfica Sony Music Entertainment México.

## Lista de canciones
| N.º | Título                                                  | Escritor(es)                                                                                     | Duración |  |
| 1.  | «En la Oscuridad»                                       | Ana Gabriel                                                                                      | 4:38     |  |
| 2.  | «Mar y Arena»                                           | Ana Gabriel                                                                                      | 3:17     |  |
| 3.  | «Amor»                                                  | José María Guzmán                                                                                | 4:13     |  |
| 4.  | «Es El Amor Quien Llega»                                | Carlos Gómez, Mariano Pérez                                                                      | 3:44     |  |
| 5.  | «Pecado Original»                                       | Paulo Massadas, Michael Sullivan / Adapt. español: José Antonio García Morato                    | 3:23     |  |
| 6.  | «Quién Como Tu»                                         | Ana Gabriel                                                                                      | 3:28     |  |
| 7.  | «¡Ay Amor!»                                             | Ana Gabriel                                                                                      | 3:05     |  |
| 8.  | «Destino»                                               | Ana Gabriel                                                                                      | 3:54     |  |
| 9.  | «Hasta que te conocí»                                   | Juan Gabriel                                                                                     | 3:38     |  |
| 10. | «Propuesta»                                             | Erasmo Esteves, Roberto Carlos Braga / Adapt. español: Buddy y Mary McCluskey                    | 3:20     |  |
| 11. | «Solamente una vez»                                     | Agustín Lara                                                                                     | 2:30     |  |
| 12. | «Ni Un Roce (Nem Um Toque)» (dueto con Rosanah Fienngo) | Paulo Massadas, Michael Sullivan / Adapt. español: Ana Gabriel                                   | 4:36     |  |
| 13. | «Y Aquí Estoy»                                          | Ana Gabriel                                                                                      | 3:42     |  |
| 14. | «Soledad (Solidão)»                                     | Carlos De Carvalho Colla, Chico Roque (Francisco Figueiredo Roque) / Adapt. español: Ana Gabriel | 3:46     |  |
| 15. | «Simplemente Amigos»                                    | Ana Gabriel                                                                                      | 3:30     |  |
| 16. | «Hice Bien Quererte (Lambada)»                          | Georges Decimus / Adapt. español: Ana Gabriel                                                    | 4:45     |  |

## Posicionamiento en listas
Este lanzamiento alcanzó la posición N°.1 en los  Billboard Latin Pop Albums y permaneció allí durante 79 semanas, se convirtió así en su tercer álbum en encabezar la lista.

### Sucesión en las listas
| Predecesor: Dos de Myriam Hernández | U.S. Billboard Latin Pop Albums — Álbum N°. 1 (Primera vuelta) 9 de marzo de 1991 - 22 de marzo de 1991 | Sucesor: Dos de Myriam Hernández             |
| Predecesor: Dos de Myriam Hernández | U.S. Billboard Latin Pop Albums — Álbum N°. 1 (Segunda vuelta) 6 de abril de 1991 - 26 de julio de 1991 | Sucesor: Amada más que nunca de Daniela Romo |